# Alsinidendron
Alsinidendron H.Mann  é um género botânico pertencente à família Caryophyllaceae.

## Espécies
- Alsinidendron lychnoides, (Hillebr.) Sherff
- Alsinidendron obovatum, Sherff
- Alsinidendron trinerve, H.mann
- Alsinidendron viscosum, (H.Mann) Sherff